# 健康管理士一般指導員
健康管理士一般指導員(けんこうかんりしいっぱんしどういん)は、日本成人病予防協会が主催する民間資格である。

## 概要
生活習慣病や疾病、老化に伴う生活困難などを日常生活の管理することで、これらの予防・改善する指導員を認定する。予防医学に基づき、健康科学を幅広く学習し、得た知識によって生活習慣に対する助言を行う。
この資格は医療従事者の一種だが、診察や処方箋の発行、調剤などは行うことが出来ない。
認定後は1年毎の資格更新が必要。また、資格保有者は地域毎にある健康管理士会に所属する。
2015年より、健康管理検定1級（文部科学省後援）の合格者は、当資格を自動的に取得することが可能になった。

## 受験資格
いずれかを満たす者
1. 短大や専門学校などの指定校の所定のカリキュラムを受講
2. 指定された通信講座の受講

## 検定実施日
- 不定期（公式サイトの試験日程を参照）

## 試験会場
- 全国主要都市（認定試験日程発表時に告知）